# Tormásliget
Tormásliget község Vas vármegyében, a Kőszegi járásban.

## Fekvése
Csepregtől 6 kilométerre északkeletre fekszik. A szomszédos települések: észak felől Egyházasfalu, északkelet felől Újkér, kelet felől Iklanberény, délkelet felől Lócs, délnyugat felől pedig Csepreg. Kevés híja van annak, hogy nem határos nyugat felől még Szakonnyal is.

### Megközelítése
Közúton a legegyszerűbben a 84-es főút felől érhető el, újkéri letéréssel, a 8624-es úton, ugyanez az út köti össze Csepreggel is. Lócs felől a 8644-es út vezet a községbe.
A hazai vasútvonalak közül a települést a Sopron–Szombathely-vasútvonal érinti, melynek egy megállási pontja van itt; Tormásliget megállóhely a belterület keleti szélén helyezkedik el, közvetlenül a 8624-es út vasúti keresztezése mellett, annak északi oldalán.

## Története
A mai község területe a 16. században a Nádasdy család birtoka volt, akik majorságot alakítottak ki itt. A Nádasdy-összeesküvést követően az elkobzott birtokot a Draskovich család szerezte meg. 1731-ben Zinzendorf Joachimné lett a birtokosa, majd lánya 1775-ben gróf Jankovich Antalnak adta el. A továbbiakban is csak majorként tartották számon, ahol csak a juhász és az erdőőr családja élt. 1850-ben két majorsági lakóépület állt itt, melyben 31 személy lakott. A 19. század második felébe a Markovich, majd a Bauer család birtoka volt, akik az 1860-as években mintagazdaságot alapítottak a környéken és a major ennek központja lett. A településenek a Bauer család jóvoltából vasúti megállója és iskolája is lett. 1883-ban Bauer Ferenc kétszintes kastélyt épített itt. A település a későbbiekben is Csepreg város külterületi lakott része maradt. 1993-ban lakossága a városból való kiválás mellett döntött, azóta önálló község.
2012-ig a Csepregi kistérség része volt.

## Közélete

### Polgármesterei
- 1993–1994: Bugovits István (független)[4]
- 1994–1998: Bugovics István (független)[5]
- 1998–2002: Mester Árpád (független)[6]
- 2002–2006: Mester Árpád Ferenc (független)[7]
- 2006–2010: Mester Árpád Ferenc (független)[8]
- 2010–2014: Mester Árpád Ferenc (független)[9]
- 2014–2019: Mester Árpád Ferenc (független)[10]
- 2019–2024: Mester Árpád (független)[11]
- 2024– : Kárpáti Szabolcs Ferenc (független)[1]

## Népesség
A település népességének változása:
| Lakosok száma | 317  | 305  | 302  | 282  | 275  | 283  | 303  |
|               | 2013 | 2014 | 2015 | 2021 | 2022 | 2023 | 2024 |

A 2011-es népszámlálás során a lakosok 94,2%-a magyarnak, 1,6% németnek, 1% szlovénnek, 0,3% románnak, 0,3% horvátnak, 0,3% szlováknak mondta magát (5,8% nem nyilatkozott; a kettős identitások miatt a végösszeg nagyobb lehet 100%-nál). A vallási megoszlás a következő volt: római katolikus 79,9%, református 0,3%, evangélikus 1,9%, felekezet nélküli 1,6% (16,2% nem nyilatkozott).
2022-ben a lakosság 92%-a vallotta magát magyarnak, 0,7% németnek, 0,4% horvátnak, 1,5% egyéb, nem hazai nemzetiségűnek (7,3% nem nyilatkozott; a kettős identitások miatt a végösszeg nagyobb lehet 100%-nál). Vallásuk szerint 60% volt római katolikus, 2,5% evangélikus, 0,7% egyéb keresztény, 0,4% egyéb katolikus, 5,8% felekezeten kívüli (30,5% nem válaszolt).

## Nevezetességei
- A Bauer-kastély 1883-ban épült, a többszöri átalakítások után teljesen elveszítette eredeti formáját, csak néhány díszítése maradt meg.
- Szűz Mária tiszteletére szentelt római katolikus temploma eredetileg a kastély kápolnája volt. 1996-ban bővítették.